# Orlando City
Der Orlando City Soccer Club, kurz Orlando City, ist ein Franchise der Profifußball-Liga Major League Soccer (MLS) aus Orlando, Florida.
Gegründet wurde die Mannschaft 2010 und spielte von 2011 bis zum Ende der Saison 2014 in der USL Professional Division, der dritten Liga im Ligensystem der USA.
2013 wurde der Wechsel in der MLS akzeptiert und das Team ist seit der MLS-Saison 2015 in der Liga aktiv. Orlando ist damit das 21. Franchise, welche in der nordamerikanischen Fußballprofiliga spielt. Die Rechte an dem Franchise halten der Brasilianer Flavio Augusto da Silva und Phil Rawlins, der Besitzer des ehemaligen USL-Pro-Teams mit gleichem Namen, wobei da Silva die Mehrheit hält.

## Geschichte

### Vor der MLS
Im Oktober 2010 kaufte der Engländer Phil Rawlins, Vorstandsmitglied des englischen Fußballvereins Stoke City, die USL-Rechte von der Eigentümergruppe Orlando Pro Soccer. Dadurch konnte die Organisation der Austin Aztex nach Orlando wechseln. Die Aztex wurden daraufhin aufgelöst. Das neue Team wurde am 25. Oktober 2010 vorgestellt.
Rawlins ist Präsident und Hauptanteilseigner an der Orlando Sports Holdings, die die Franchiserechte an Orlando City hält. Ebenfalls Teil der Eigentümergruppe ist Brendan Flood, Vorstandsmitglied beim FC Burnley. Zum Chief Exekutive Officer wurde Steve Donner ernannt. Der US-Amerikaner war vorher Besitzer der Rochester Americans (AHL) und der Rochester Knighthawks (NLL). Der Trainer der Aztex, Adrian Heath, übernahm auch Orlando City.
Das erste Spiel fand Anfang 2011 gegen Philadelphia Union statt. In dem Testspiel besiegte die Mannschaft den Gegner aus der Major League Soccer mit 1:0. Wenig später nahm die Mannschaft an dem Walt Disney World Pro Soccer Classic teil. Dort erreichte sie den dritten Platz.
Das erste Ligaspiel fand am 2. April 2011 gegen die Richmond Kickers statt. Orlando unterlag mit 2:0. Am 2. Spieltag konnte der erste Sieg errungen werden. Gegen den FC New York erzielte die Mannschaft ein 3:0. Das erste Ligator in der Mannschaftsgeschichte erzielte Maxwell Griffin. Nachdem Orlando den ersten Platz in der Regular Season erreicht hatte, konnte sich die Mannschaft auch in den Play-offs durchsetzen und sicherten sich somit gleich in der ersten Saison den Sieg der Liga.
Im Lamar Hunt U.S. Open Cup 2011 erreichte das Team aus Florida die dritte Runde, musste sich dort aber dem FC Dallas geschlagen geben.
2012 konnte Orlando City erneut den ersten Platz in der Regular Season erreichen, mussten sich aber den Wilmington Hammerheads im Viertelfinale der Play-offs geschlagen geben. Dafür erreichte man 2013 erneut das Finale und siegte mit 7:4 gegen die Charlotte Eagles.
2013 konnte Orlando City in der Hauptrunde nur den 2. Platz erreichen, im Playoff-Finale setzte sich das Team aber mit 7:4 gegen die Charlotte Eagles durch und konnte somit zum 2. Mal nach 2011 die USL Pro gewinnen.

### Der Weg in die MLS
Am 25. Oktober 2010 gab Phil Rawlins, Besitzer der Orlando Sports Holdings, bekannt, dass man sich ein Franchise in der MLS in den nächsten drei bis fünf Jahren vorstellen könnte. Am 28. Februar 2011 gab es erste Gespräche mit Offiziellen der Major League Soccer. Hier wurden wichtige Faktoren, wie Infrastruktur und potenzielles Fanaufkommen in Orlando erörtert. Ein halbes Jahr später, am 20. November 2011 gab es weitere Gespräche um einen möglichen Eintritt als 20. Franchise der Liga. Dieses ging aber später an den New York City FC.
Nach weiteren Treffen und Gesprächen mit dem Liga-Verantwortlichen Don Garber und nach Zusagen der Stadt Orlando und dem Orange County zum Bau eines neuen Stadions, erhielt die Orlando Sports Holdings am 19. November 2013 die Zusage für das MLS-Franchise. Am 21. November 2014 wurde bestätigt, dass Adrian Heath die Mannschaft auch weiterhin als Trainer betreuen wird. Er trainierte bereits Orlando City in der USL Pro.
Die Lizenz für die USL Pro wurde an ein neues Team aus Louisville, Kentucky übergehen. Der Louisville City Football Club wird als Partnerverein mit Orlando verbunden bleiben.

### Erste Saison (2015)
Am 8. März 2015 gab die Mannschaft ihr Debüt in der Major League Soccer. Hier kam es zum Aufeinandertreffen mit dem New York City FC, die ebenfalls neu in der Liga sind. Das Spiel endete 1:1. Erster Torschütze für Orlando City war der Brasilianer Kaká. Das Spiel fand im Stadion Orlando Citrus Bowl statt und erreichte mit 62.510 Zuschauern die zweithöchste Zuschauerkulisse bei einem Premierenspiel in der MLS.
Nach einer 4:0-Niederlage gegen den FC Dallas am 4. Juli 2016 wurde Adrian Heath als Trainer entlassen. Daraufhin wurde Jason Kreis als neuer Trainer verpflichtet.

## Wappen und Farben
Das Logo wurde am 16. Dezember 2010 während der Morgennachrichten auf dem lokalen TV-Sender WOFL vorgestellt. Das Wappen beinhaltet drei brüllende Löwen. Dieses soll an die ehemalige Fußballmannschaft Orlando Lions erinnern, welche von 1985 bis 1996 aktiv waren. Auch der Spitzname der Mannschaft „Lions“ wurde dementsprechend ausgewählt.
Die Farben von Orlando City sind lila, rot und gold.

## Stadion
- Fifth Third Bank Field at the Citrus Bowl; Orlando (Florida) (2011–2013)
- ESPN Wide World of Sports Complex; Lake Buena Vista, Florida (2014)
- Camping World Stadium, Orlando (2015)
- Inter&Co Stadium, Orlando (seit 2017)

Von 2011 bis 2013 trug die Mannschaft ihre Heimspiele im 70.000 Zuschauer fassenden Florida Citrus Bowl Stadium aus. In der Saison 2013 konnte ein Zuschauerdurchschnitt von 8.197 Zuschauern erreicht werden, in den Play-offs waren es über 12.000 Zuschauer.
In der Saison 2014 wird das Florida Citrus Bowl Stadium saniert. Aus diesem Grund wird die Mannschaft seine Heimspiele auf einem Fußballfeld im ESPN Wide World of Sports Complex austragen. Der Sports Complex befindet sich im Walt Disney World Resort in Lake Buena Vista.
Im April 2013 kaufte die Stadt Orlando ein Grundstück für 8,2 Millionen US-Dollar um den Bau eines Stadions in der Innenstadt zu ermöglichen. Einen Monat später aber scheiterte ein Gesetz im Repräsentantenhaus in Florida, welches 30 Millionen US-Dollar für den Stadionbau zur Verfügung stellen sollte. Dieses wurde vorher im Senat des Bundesstaates genehmigt. Rawlins reagierte mit der Absicht alternative Finanzierungsmöglichkeiten zu suchen. Am 8. August 2013 kam man dem Projekt Orlando Downtown Soccer Stadium einen Schritt näher. An diesem Tag vereinbarten das Orange County und die Stadt Orlando einen Finanzierungsplan um verschiedene Projekte zu unterstützen, u. a. auch den Bau eines möglichen MLS-Stadions. Die restliche Finanzierung wurde im Oktober 2013 durch die Einführung einer Kurtaxe für Touristen beschlossen, aus der ein Teil in das Stadionprojekt gehen soll. Im Mai 2015 gab Orlando City bekannt, das Stadion ohne städtische Zuschüsse zu bauen. Am 24. Februar 2017 wurde das Orlando City Stadium (heute: Exploria Stadium) eingeweiht.

## Fans und Rivalen

### Fangruppierungen
Orlando City hat zwei große Fanclubs. The Ruckus ist die älteste und ging 2009 aus dem Orlando Soccer Supporters Club hervor. Die Iron Lion Firm hat sich aus den Ruckus entwickelt und existiert seit 2014. Am 26. Januar 2015 wurde bekannt, dass beide Fangruppierungen sich bei Heimspielen als die Wall zusammentun.

## Organisation

### Eigentümer
Phil Rawlins zu Beginn Präsident und Hauptanteilseigner an der Orlando Sports Holdings. Rawlins war früher Mitbesitzer des englischen Fußballklubs Stoke City und gründete 2007 die Austin Aztex. Auch im Vorstand dieser Gruppe ist Brendan Flood, Vorstandsmitglied des englischen Vereins FC Burnley.
Seit Februar 2013 ist der brasilianische Geschäftsmann Flavio Augusto da Silva auch im Vorstand vertreten. Mittlerweile ist Flavio Augusto da Silva Haupteigentümer. Er führt aktuell das Franchise zusammen mit Phil Rawlins.

### Partnerschaften
Seit dem 9. Juni 2014 existiert eine Partnerschaft mit der portugiesischen Fußballmannschaft Benfica Lissabon. Als Teil dieser Partnerschaft hat Orlando die Möglichkeit Spieler von Benfica auszuleihen. Ein weiterer internationaler Partner fungiert Stoke City.
Als Teil der MLS-USL Partnerschaft hat Orlando City mit Louisville City FC eine Partnermannschaft in der United Soccer League. Orlando kann auch hier Spieler verleihen, damit diese Spielpraxis sammeln können. Louisville übernahm 2014 die Lizenz für die USL von Orlando City.

## Jugend und Entwicklung
Als die Mannschaft noch Teil der USL Pro war, übernahm man das Fußball-Franchise Central Florida Kraze, welches in der USL PDL spielte. Später wurde die Mannschaft in Orlando City U-23 umbenannt. 2011 wurde der Florida Soccer Alliance Youth Soccer Club übernommen und in Orlando City Youth Soccer Club umbenannt. Die einzelnen Jugendmannschaft, die diesem Jugendfußballklub angehören, spielen in den Ligen der USL Super Y-League.

### Orlando City B
Das United-Soccer-League-Franchise wurde im Sommer 2015 gegründet und gehört zur Orlando-City-Organisation. Zur Saison 2022 wechselte die Mannschaft in die neugegründete MLS Next Pro.
Die Heimspiele werden im Titan Soccer Complex, welches sich auf dem Gelände des Eastern Florida State Colleges in Melbourne, Florida befindet, ausgetragen. Trainer ist der ehemalige walisische Fußballspieler Anthony Pulis.

## Spieler und Mitarbeiter

### Aktuelle Profimannschaft
Stand: 26. Februar 2024
| Nr. |                    | Position | Name                    |
| --- | ------------------ | -------- | ----------------------- |
| 1   | Peru               | TW       | Pedro Gallese           |
| 3   | Brasilien          | AB       | Rafael Santos           |
| 4   | Slowenien          | AB       | David Brekalo           |
| 5   | Uruguay            | MF       | César Araújo            |
| 6   | Schweden           | AB       | Robin Jansson (Kapitän) |
| 7   | Argentinien        | ST       | Ramiro Enrique          |
| 8   | Brasilien          | MF       | Felipe Martins          |
| 9   | Kolumbien          | ST       | Luis Muriel             |
| 10  | Uruguay            | ST       | Facundo Torres          |
| 11  | Argentinien        | MF       | Martín Ojeda            |
| 13  | Vereinigte Staaten | ST       | Duncan McGuire          |
| 14  | Uruguay            | MF       | Nicolás Lodeiro         |
| 14  | Ghana              | ST       | Shakur Mohammed         |
| 17  | Island             | MF       | Dagur Dan Þórhallsson   |

| Nr. |                    | Position | Name             |
| --- | ------------------ | -------- | ---------------- |
| 15  | Argentinien        | AB       | Rodrigo Schlegel |
| 16  | Peru               | MF       | Wilder Cartagena |
| 24  | Vereinigte Staaten | AB       | Kyle Smith       |
| 26  | Vereinigte Staaten | AB       | Michael Halliday |
| 27  | Vereinigte Staaten | ST       | Jack Lynn        |
| 28  | Somalia            | AB       | Abdi Salim       |
| 29  | Vereinigte Staaten | AB       | Tahir Reid-Brown |
| 30  | Vereinigte Staaten | AB       | Alex Freeman     |
| 31  | Vereinigte Staaten | TW       | Mason Stajduhar  |
| 33  | Vereinigte Staaten | MF       | Jeorgio Kocevski |
| 50  | Venezuela          | TW       | Javier Otero     |
| 68  | Vereinigte Staaten | AB       | Thomas Williams  |
| 77  | Kolumbien          | ST       | Iván Angulo      |
| 95  | Vereinigte Staaten | MF       | Favian Loyola    |

### Trainerstab
Stand: Oktober 2023
- Óscar Pareja – Trainer
- Josema Bazán – Assistenztrainer
- Fabian Bazán – Assistenztrainer
- César Baena – Torwarttrainer

## Statistiken
| Saison | Stufe | Liga                      | Regular Season      | Play-offs             | Lamar Hunt U.S. Open Cup | CONCACAF Champions League |
| ------ | ----- | ------------------------- | ------------------- | --------------------- | ------------------------ | ------------------------- |
| 2011   | 3     | USL Professional Division | 1. Platz (American) | Sieger                | 3. Runde                 | nicht qualifiziert        |
| 2012   | 3     | USL Professional Division | 1. Platz            | Halbfinale            | 3. Runde                 | nicht qualifiziert        |
| 2013   | 3     | USL Professional Division | 2. Platz            | Sieger                | Viertelfinale            | nicht qualifiziert        |
| 2014   | 3     | USL Professional Division | 1. Platz            | Viertelfinale         | 4. Runde                 | nicht qualifiziert        |
| 2015   | 1     | Major League Soccer       | 7. Platz (Ost)      | nicht qualifiziert    | Viertelfinale            | nicht qualifiziert        |
| 2016   | 1     | Major League Soccer       | 8. Platz (Ost)      | nicht qualifiziert    | Achtelfinale             | nicht qualifiziert        |
| 2017   | 1     | Major League Soccer       | 10. Platz (Ost)     | nicht qualifiziert    | 4. Runde                 | nicht qualifiziert        |
| 2018   | 1     | Major League Soccer       | 11. Platz (Ost)     | nicht qualifiziert    | Viertelfinale            | nicht qualifiziert        |
| 2019   | 1     | Major League Soccer       | 11. Platz (Ost)     | nicht qualifiziert    | Halbfinale               | nicht qualifiziert        |
| 2020   | 1     | Major League Soccer       | 4. Platz (Ost)      | Conference-Halbfinale | Turnier abgesagt         | nicht qualifiziert        |
| 2021   | 1     | Major League Soccer       | 6. Platz (Ost)      | 1. Runde              | Turnier abgesagt         | nicht qualifiziert        |
| 2022   | 1     | Major League Soccer       | 7. Platz (Ost)      | 1. Runde              | Sieger                   | nicht qualifiziert        |

1. ↑  Der Wettbewerb beginnt jeweils im Herbst des vorherigen Jahres.

### Besucherschnitt
Regular Season / Play-offs
- 2015: 558.407 / nicht qualifiziert
- 2016: 502.478 / nicht qualifiziert[12]